# Usædvanlige måleenheder
|  | En bruger mener at denne artikel bør overvejes slettet - af grunde der ikke dækkes ind af {Notabilitet}, {Reklame}, {Snævert emne}, {Tætpå} eller {Uencyklopædisk} (overvej evt. om en af disse skabeloner er mere dækkende). Klik her for at se sletningsforslaget. (Ved anvendelse af denne skabelon skal Wikipedia:Sletningsforslag opdateres) |

Usædvanlige måleenheder (omfatter journalistenheder) er måleenheder, som ikke er en del af sædvanlige målesystemer og en sådan enhed har ikke en eksakt kendt universel størrelse.
Eksempler på usædvanlige måleenheder:
- Længdeenheder:
  - rundetårne (antal højder)
  - stenkast
  - Bøsseskud
- Penge:
  - Minkskandaler (18 mia. kroner)[2]
  - Storebæltsbroer
  - liter benzin
  - liter mælk
- Arealenheder:
  - skriveborde
  - fodboldbaner
  - boligblokke
- Masseenheder (vægt):
  - elefanter
  - blåhvaler
- Tid:
  - øjeblikke
  - splitsekunder
- Rumfang:
  - bordtennisbolde
  - coca-colaer